# 内野延
内野 延（うちの のぶる、1856年10月4日（安政3年9月6日） - 1931年（昭和6年）9月27日）は、日本の政治家、衆議院議員（1期）。

## 経歴
熊本県出身。和学と漢学を修める。戸長、玉名郡会議員、同参事会員、熊本県会議員、同常置委員、玉名銀行取締役となる。
1908年の第10回衆議院議員総選挙において熊本県郡部から大同倶楽部公認で立候補して2位当選。衆議院議員を1期務め、1912年の第11回衆議院議員総選挙には出馬しなかった。1931年死去。